# Heilige Geesthofje (Den Haag)
Het Heilige Geesthofje is een hofje aan de Paviljoensgracht 51-125 in Den Haag. Het hofje werd in 1616 opgericht en bestaat uit vier vleugels om een binnenplein, met aan de straatzijde een poortgebouw met regentenkamer uit 1647. Op het binnenplein staat een Juttepeer, die werd geplant in 1638 en deze is mogelijk de oudste perenboom in Nederland. De boom draagt nog steeds elk jaar zijn vruchten. 
Enkele woningen van het hofje grenzen aan de raamprostitutie in de Doubletstraat.

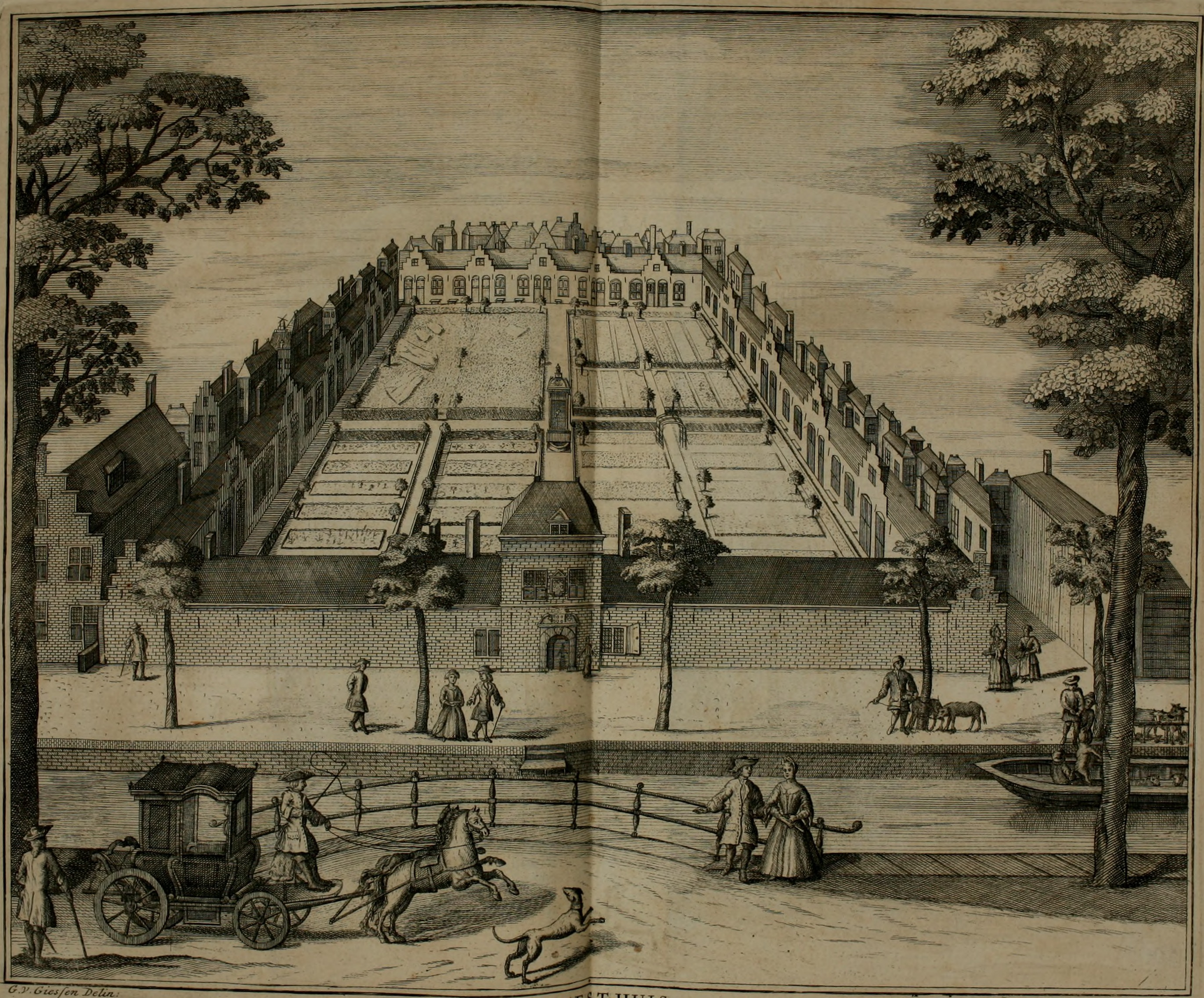
Het Heilige Geesthofje afgebeeld in Beschryving van 'sGraven-hage, 1730 door Jacob de Riemer